# 下克里克鎮區 (北卡羅萊納州考德威爾縣)
下克里克鎮區（英語：Lower Creek Township）是位於美國北卡羅萊納州考德威爾縣的一個鎮區。

## 地方資料
下克里克鎮區的面積為94.27平方千米，皆為陸地。根據2020年美國人口普查的數據，當地共有人口13297人，而人口密度為每平方千米141.05人。